# گزش و نیش حشرات
گزش و نیش حشرات (به انگلیسی: Insect bites and stings) در مواقعی رخ می‌دهد که یک حشره برای تغذیه یا برای دفاع از خود از طریق مکانیسم‌های دفاعی جسم زنبور، فردی را نیش می‌زند. برخی حشرات پس از نیش زدن، اقدام به تزریق اسید فرمیک می‌کنند که می‌تواند منجر به واکنش‌های آنی پوستی که معمولاً با علائمی نظیر:قرمزی، تورم و سوزش پی در پی در ناحیه گزیده شده می‌باشد ظاهر شود. گزش مورچه آتشین، زنبور، زنبور بی‌عسل و زنبور سرخ دردناک است و ممکن است در افرادی که به گزیدگی حساسیت دارند، موجب واکنش آلرژیک شدیدی به نام شوک آنافیلاکسی شود. گزش پشه و کک بیشتر از درد موجب خارش می‌شوند.
واکنش به نیش و گزیدگی معمولاً تا چند روز طول می‌کشد درحالی که برخی واکنش‌های محلی ممکن است تا دو سال نیز طول بکشند. این گزش‌ها گاهی به عنوان سایر انواع ضایعات خوش‌خیم یا سرطانی تشخیص داده می‌شوند.

## واکنش
واکنش‌ها به نیش ۳ دسته هستند: واکنش‌های معمولی که شامل قرمزی، خارش و درد در منطقه گزیدگی هستند. واکنش‌های محلی بزرگ که زمانی رخ می‌دهند که منطقه تورم بیشتر از ۵ سانتی‌متر باشد. واکنش‌های سیستمیک هم‌زمانی رخ می‌دهند که علایم علاوه بر منطقه گزیده شده، در مناطق دیگری از بدن نی رخ دهند.
در ۱۰ درصد موارد گزیدگی واکنش‌های برگ آلرژیک رخ می‌دهند که در این نوع واکنش، ناحیه قرمز شده بیش از ۱۰ سانتی‌متر می‌باشد. این واکنش‌ها ممکن است طی یک تا دو روز بهبود یابند.